# Homalosolus zitnanskae
Homalosolus zitnanskae là một loài bọ cánh cứng trong họ Elmidae. Loài này được Ciampor miêu tả khoa học năm 1999.